# Розово-красный полупенсовик
«Ро́зово-кра́сный полупе́нсовик» (англ. Halfpenny Rose Red) — почтовая марка стандартного типа достоинством в ½ пенни, выпущенная в 1870 году и являющаяся первой маркой подобного номинала в Соединённом королевстве.
Марка была введена в обращение вследствие сокращения почтовых тарифов отправления газет и открыток. Её размер составлял половину от однопенсовой марки и был равен 17,5 на 14 мм, что делает её самым маленьким из когда-либо выпущенных почтовых знаков Великобритании.
Розово-красные полупенсовики печатались на листах по 480 штук в виде 20 рядов, в каждом из которых располагалось по 24 марки. На миниатюрах изображён профиль королевы Виктории, а по его бокам имеет также надпись «½d».
Марка вышла из обращения в 1880 году и была заменена «Зелёным полупенсовиком».